# Passins
Passins is een plaats en voormalige gemeente in het Franse departement Isère in de regio Auvergne-Rhône-Alpes en telt 882 inwoners (2005). De plaats maakt deel uit van het arrondissement La Tour-du-Pin.

## Geschiedenis
Passins is op 1 januari 2017 gefuseerd met de gemeente Arandon tot de commune nouvelle Arandon-Passins. 

## Geografie
De oppervlakte van Passins bedraagt 13,8 km², de bevolkingsdichtheid is 63,9 inwoners per km².
De onderstaande kaart toont de ligging van Passins met de belangrijkste infrastructuur en aangrenzende gemeenten.

## Demografie
Onderstaande figuur toont het verloop van het inwonertal.